# Casa a prima vista (terza edizione)
La prima parte della terza edizione di Casa a prima vista è andata in onda dal 20 maggio al 28 giugno 2024, dal lunedì al venerdì su Real Time in Access prime time, per un totale di 30 puntate.
La seconda parte è iniziata il 2 settembre 2024 ed è terminata il 13 settembre 2024.

## Episodi
| n. | Prima TV          | Acquirenti                     | Sede           | Agenti     | Agenti | Agenti  |
| n. | Prima TV          | Acquirenti                     | Sede           | Di Filippo | Torre  | D'Amico |
| -- | ----------------- | ------------------------------ | -------------- | ---------- | ------ | ------- |
| 1  | 20 maggio 2024    | Giannina, Tommaso e Jacopo     | Milano         |            |        |         |
| 2  | 21 maggio 2024    | Niccolò e Matteo               | Milano         |            |        |         |
| 3  | 22 maggio 2024    | Marta                          | Milano         |            |        |         |
| n. | Prima TV          | Acquirenti                     | Sede           | Sassu      | Mayer  | Pulieri |
| 4  | 23 maggio 2024    | Gianni e Giovanna              | Roma           |            |        |         |
| n. | Prima TV          | Acquirenti                     | Sede           | Di Filippo | Mayer  | D'Amico |
| 5  | 24 maggio 2024    | Elena e Paolo                  | Bolzano        |            |        |         |
| n. | Prima TV          | Acquirenti                     | Sede           | Di Filippo | Torre  | D'Amico |
| 6  | 27 maggio 2024    | Rhona                          | Milano         |            |        |         |
| n. | Prima TV          | Acquirenti                     | Sede           | Sassu      | Mayer  | Pulieri |
| 7  | 28 maggio 2024    | Arianna                        | Roma           |            |        |         |
| n. | Prima TV          | Acquirenti                     | Sede           | Di Filippo | Torre  | D'Amico |
| 8  | 29 maggio 2024    | Manuel                         | Milano         |            |        |         |
| n. | Prima TV          | Acquirenti                     | Sede           | Sassu      | Mayer  | Pulieri |
| 9  | 30 maggio 2024    | Alessandra                     | Roma           |            |        |         |
| n. | Prima TV          | Acquirenti                     | Sede           | Di Filippo | Torre  | D'Amico |
| 10 | 31 maggio 2024    | Enza, Diletta e Marco          | Val Pusteria   |            |        |         |
| n. | Prima TV          | Acquirenti                     | Sede           | Sassu      | Mayer  | Pulieri |
| 11 | 3 giugno 2024     | Cesare e Tiziana               | Roma           |            |        |         |
| n. | Prima TV          | Acquirenti                     | Sede           | Di Filippo | Torre  | D'Amico |
| 12 | 4 giugno 2024     | Ruggiero e Stefania            | Milano         |            |        |         |
| 13 | 5 giugno 2024     | Wilma e Lorenzo                | Riva del Garda |            |        |         |
| n. | Prima TV          | Acquirenti                     | Sede           | Sassu      | Mayer  | Pulieri |
| 14 | 6 giugno 2024     | Gianfranco e Ludovica          | Roma           |            |        |         |
| 15 | 7 giugno 2024     | Augusto e Claudia              | Roma           |            |        |         |
| n. | Prima TV          | Acquirenti                     | Sede           | Di Filippo | Torre  | D'Amico |
| 16 | 10 giugno 2024    | Eleonora                       | Milano         |            |        |         |
| n. | Prima TV          | Acquirenti                     | Sede           | Sassu      | Mayer  | Pulieri |
| 17 | 11 giugno 2024    | Sarah                          | Roma           |            |        |         |
| n. | Prima TV          | Acquirenti                     | Sede           | Di Filippo | Torre  | D'Amico |
| 18 | 12 giugno 2024    | Francisco                      | Milano         |            |        |         |
| 19 | 13 giugno 2024    | Martina e Francesco            | Trento         |            |        |         |
| n. | Prima TV          | Acquirenti                     | Sede           | Sassu      | Mayer  | Pulieri |
| 20 | 14 giugno 2024    | Alessandra ed Enrico           | Roma           |            |        |         |
| 21 | 17 giugno 2024    | Emanuela e Massimiliano        | Roma           |            |        |         |
| n. | Prima TV          | Acquirenti                     | Sede           | Di Filippo | Torre  | D'Amico |
| 22 | 18 giugno 2024    | Alessandra                     | Milano         |            |        |         |
| n. | Prima TV          | Acquirenti                     | Sede           | Sassu      | Mayer  | Pulieri |
| 23 | 19 giugno 2024    | Paolo e Marta                  | Roma           |            |        |         |
| 24 | 20 giugno 2024    | Carlo e Alice                  | Roma           |            |        |         |
| n. | Prima TV          | Acquirenti                     | Sede           | Di Filippo | Torre  | D'Amico |
| 25 | 21 giugno 2024    | Simone e Angela                | Milano         |            |        |         |
| 26 | 24 giugno 2024    | Teresa, Giovanni e Filomena    | Milano         |            |        |         |
| n. | Prima TV          | Acquirenti                     | Sede           | Sassu      | Mayer  | Pulieri |
| 27 | 25 giugno 2024    | Sara e Flavio                  | Roma           |            |        |         |
| n. | Prima TV          | Acquirenti                     | Sede           | Di Filippo | Torre  | D'Amico |
| 28 | 26 giugno 2024    | Alessandro, Corrado e Ludovica | Milano         |            |        |         |
| n. | Prima TV          | Acquirenti                     | Sede           | Sassu      | Mayer  | Pulieri |
| 29 | 27 giugno 2024    | Irene e Dunia                  | Roma           |            |        |         |
| n. | Prima TV          | Acquirenti                     | Sede           | Di Filippo | Torre  | D'Amico |
| 30 | 28 giugno 2024    | Cecilia e Bruno                | Milano         |            |        |         |
| n. | Prima TV          | Acquirenti                     | Sede           | Di Filippo | Torre  | D'Amico |
| 31 | 2 settembre 2024  | Barbara e Chiara               | Milano         |            |        |         |
| 32 | 3 settembre 2024  | Michele e Caterina             | Milano         |            |        |         |
| n. | Prima TV          | Acquirenti                     | Sede           | Sassu      | Mayer  | Pulieri |
| 33 | 4 settembre 2024  | Camilla e Marco                | Roma           |            |        |         |
| n. | Prima TV          | Acquirenti                     | Sede           | Di Filippo | Torre  | D'Amico |
| 34 | 5 settembre 2024  | Giorgia e Alessandro           | Verona         |            |        |         |
| n. | Prima TV          | Acquirenti                     | Sede           | Sassu      | Mayer  | Pulieri |
| 35 | 6 settembre 2024  | Giulia                         | Roma           |            |        |         |
| 36 | 9 settembre 2024  | Valentina e Pietro             | Roma           |            |        |         |
| n. | Prima TV          | Acquirenti                     | Sede           | Di Filippo | Torre  | D'Amico |
| 37 | 10 settembre 2024 | Francesco e Roberto            | Milano         |            |        |         |
| 38 | 11 settembre 2024 | Silvia e Alessandro            | Verona         |            |        |         |
| n. | Prima TV          | Acquirenti                     | Sede           | Sassu      | Mayer  | Pulieri |
| 39 | 12 settembre 2024 | Antonietta e Alessia           | Roma (Ostia)   |            |        |         |
| n. | Prima TV          | Acquirenti                     | Sede           | Di Filippo | Torre  | D'Amico |
| 40 | 13 settembre 2024 | Alessandro e Barbara           | Milano         |            |        |         |